# Acapoeta tanganicae
Acapoeta tanganicae är en fiskart som först beskrevs av Boulenger, 1900.  Acapoeta tanganicae ingår i släktet Acapoeta och familjen karpfiskar. IUCN kategoriserar arten globalt som livskraftig. Inga underarter finns listade i Catalogue of Life.